# Куланово
Куланово (рос. Куланово) — присілок в Печорському районі Псковської області Російської Федерації.
Населення становить 11 осіб. Входить до складу муніципального утворення Муніципальне утворення Печори.

## Історія
Від 2015 року входить до складу муніципального утворення Муніципальне утворення Печори.

## Населення
| 2001 | 2002 | 2010 |
| ---- | ---- | ---- |
| 11   | ↘9   | ↗11  |